# 御復活のラウレンシオ
御復活のラウレンシオ（ごふっかつのラウレンシオ、仏: Laurent de la Résurrection、1614年 - 1691年2月12日）は、カルメル会の修道士。英語名はブラザー・ローレンス（Brother Lawrence）。神の臨在の中に生きた。『神の臨在の実践』『神の現存の体験』の著書で知られる。本名は、ニコラ・エルマン（Nicolas Herman）。

## 来歴
1614年、ニコラ・エルマンはロレーヌ公国のエリメニルに生まれる。当時ロレーヌは戦時下であったため、エルマンも軍人となる。21歳の時、三十年戦争でのスウェーデンとの戦いで負傷し、軍職を退く（1635年8月10日から10月17日の間とされる）。この出来事により、エルマンは神に身を捧げることを考えるようになる。1640年にパリにある跣足カルメル修道会に入会する。2年間の修練期を経て、1642年8月14日に修道誓願を立てる。ラウレンシオは、料理や靴製造など身分が低い仕事をしながら神の現存を体験した。1691年2月12日の午前9時、フランスのパリで死去した（77歳没）。
ラウレンシオの死去後、彼の信仰に感銘を受けたノアイユ枢機卿代理ジョゼフ・ド・ボーフォールが談話と手紙を集めて『神の臨在の実践』を出版した。プロテスタントにも影響を与え、ジョン・ウェスレーとエイデン・トウザーが紹介した。『神の現存の体験』は複数の言語で出版されている。

## 日本語訳された著書
- 『敬虔な生涯（ふだんの生活の中におられる神）』栗原督枝訳、CLC出版、ISBN 9784879374011。
- ラウレンシオ修士『神の現存の体験』東京女子跣足カルメル会訳、ドン・ボスコ社、新装版第2刷、2016年10月1日。151頁。ISBN 978-4-88626-045-1。
- ブラザー・ローレンス『神の聖前に在る修練』小原妙子訳、教養文庫
- 『神とともなる霊的生活』